# Nancy Dubbeldeman
Nancy Dubbeldeman (Leiden, 1966) is een Nederlands voormalig zangeres en televisiepersoonlijkheid.

## Biografie
Dubbeldeman werd geboren in Leiden als jongere zus van actrice Linda Dubbeldeman. Vanaf jonge leeftijd volgde ze klassieke zanglessen. Begin jaren 80 begon ze in cafés en clubs op te treden. Vooral haar imitatie van Marilyn Monroe oogstte succes en leidde tot televisieoptredens in Zwitserland en Denemarken. In 1983 kwam zij in contact met muziekproducent Will Hoebee, die haar, samen met zijn vrouw José Hoebee onder de hoede nam. Hetzelfde jaar mocht zij auditie doen bij Ron Brandsteder, die op zoek was naar een vervangende assistente in de Showbizzquiz na het vertrek van Bella Beer. In september 1983 maakte ze op 17-jarige leeftijd haar Nederlandse televisiedebuut, als assistente van Brandsteder.
In april 1984 bracht Dubbeldeman haar eerste single Tonight you belong to me uit, een cover van Marilyn Monroe, dat zij in de show mocht vertolken. In 1985 speelde ze de rol van Roodkapje in de televisiemusical Abbacadabra, naast onder andere Ron Brandsteder, José Hoebee, Benny Neyman, Marga Scheide en Bonnie St. Claire. Het zelfde jaar bracht ze een tweede single uit, getiteld Jump up, jump back. Het nummer, dat werd geschreven door de Amerikaanse songwriter Paul Gurvitz verscheen zowel op 7-inch single als op 12-inch maxi-single. In 1986 verscheen er een laatste single onder de titel Under attack. Op de B-kant van alle drie de singles staat het nummer I'll be a star, dat werd geschreven door Joost Timp en Harry van Hoof.
In 1989 blies ze haar carrière kortstondig nieuw leven in, als discozangeres onder de naam Kimberley. Onder deze naam bracht ze één single uit getiteld Fool for you.

## Discografie
- Tonight you belong to me / I'll be a star (1984; CNR Records)[5]
- Jump up, jump back / I'll be a star (1985; Injection Disco Dance Label)[6]
- Under attack / I'll be a star (1985; Injection Disco Dance Label)[7]
- Fool for you / Fool for you (instrumental) (1989; ARS Records)[8]